# ウィリアム・ジェイムズ・リントン

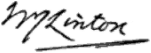
サイン

ウィリアム・ジェイムズ・リントン (英：William James Linton、1812年12月7日 - 1897年12月29日) はイギリス - アメリカの版画家、イラストレーター、著作家、アマチュア植物学者、政治活動家。
彼は共和党の支持者であり、版画家としての活動と並行して政治活動を行ない、晩年はアメリカで過ごした。弟のヘンリー・ダフ・リントンも版画家として活動した。

## 経歴
彼はマイルエンドの中流家庭に生まれ、15歳の時に木版画職人、ジョージ・ウィルモット・ボナー（George Wilmot Bonner）の工房に見習いとして弟子入りした。1833年には友人のウィリアム・ヘンリー・ポイスと共同で、聖書のためにジョン・マーティンとリチャード・ウェストールの絵画を版画化した。ポイスの死後、彼は版画家のジョン・トンプソン（John Thompson、1785-1866）とともに仕事をした。1842年、彼は新聞「イラストレイテド・ロンドン・ニュース」の主要な取引先であったジョン・オリン・スミス（John Orrin Smith、1799-1843）の版画工房と提携した。翌年にスミスが死去すると、彼はスミスの会社のオーナーに就任した。
1840年代初頭、彼は政治活動を始めた。当時ヨーロッパで定着しつつあった共和党の思想に敏感になり、チャーティズムに共鳴し、アイルランドとイタリアの民族主義的革命家やフランスの共和党員と接触し、ジュゼッペ・マッツィーニと親しくなった。1847年4月28日、彼はオーストリアによるポーランドの一部併合後、外交問題に対処するイギリスの最初の団体である「人民国際連盟」（People's International League）を創設した。
彼は1845年10月に初めてパリに旅行し、 1843年に発刊された新聞「イリュストラシオン」と、パリの出版者オーギュスト・ログロ（Auguste Logerot）と版画部門で提携したが破産した。しかし、1848年3月に彼は再びパリに行き、マッツィーニとイタリアの代表団に同行して、1848年暫定政府と協力して支援を求めた。同年6月にはパリで弾圧に遭い、ロンドンに戻るものの「赤い扇動者」と見なされるようになった。 7月15日に「人民の大義」 （The Cause of the People、おそらくジョルジュ・サンドの”La Cause du peuple”に触発された）と題する週刊誌を設立し、マン島で印刷を行なった。「イラストレイテド・ロンドン・ニュース」は彼からの版画の供給を停止した。
1849年、彼は版画事業を清算、不動産をジョン・ラスキンに売却しブラントウッドの湖水地方に移住した。彼は7人の子供にジャン＝ジャック・ルソーの思想に基づく自由な教育を行った。また、1848年革命の犠牲者であるヨーロッパの多くの政治難民を受け入れた。1850年、彼はジョージ・ヘンリー・ルースと彼の出版社「Thornton Leigh Hunt」とともに共和党の機関紙「ザ・リーダー」を設立した。しかし、内容が穏健的すぎると考えた彼は、1851年にイギリスの社会主義者、ジョージ・ジュリアン・ハーニーによって設立され、短命に終わった雑誌「The Red Republican」に記事と版画を寄稿したのち、ブラントウッドで印刷されたより過激な定期刊行物「The English Republic」を設立した。
彼はこの雑誌のただ一人の編集者だったが、売り上げは低迷し、同誌は1855年に終刊した。1854年、彼は版画家のウィリアム・ルソン・トーマスなどの協力を得て、初めての自費出版による定期刊行物を発刊した。1855年2月にも定期刊行物「Pen and Pencil」を設立した。これはフランスの画家で版画家のエドモン・モランの支援を受けて設立された雑誌で、弟の版画家、ヘンリー・ダフ・リントンはナポレオン3世のクーデター後にロンドンに滞在していたモランと共に働いていた。
1856年12月に妻のエミリー・ウェイド（Emily Wade）が死去した後はロンドンに戻り、イライザ・リン（Eliza lynn）と再婚したが、求職に苦労したようである。
1866年、彼は詩人のジェラルド・マッセイから借りていたブラントウッドの土地を売却したのち、アメリカへの移住を望み、ハムデンのアップルドアに定住した。彼はそこで子供たちと自費出版の定期刊行物を運営し、12冊のエッセイと回想録を書いた。彼は1897年12月29日に死去した。
ジャーナリストのジョージ・サムズ・レイヤードによれば、彼は木版画家のトーマス・ビウィックの伝統に従い、独自の木版画を生み出した。また、木版画にこだわり、ジョン・ラスキンに近い思想を持ち、ウィリアム・モリスに影響を与えている。なお、彼はシダ植物の研究も行なっている。彼の弟子にはイラストレーターのウォルター・クレインがいる。

## 版画作品

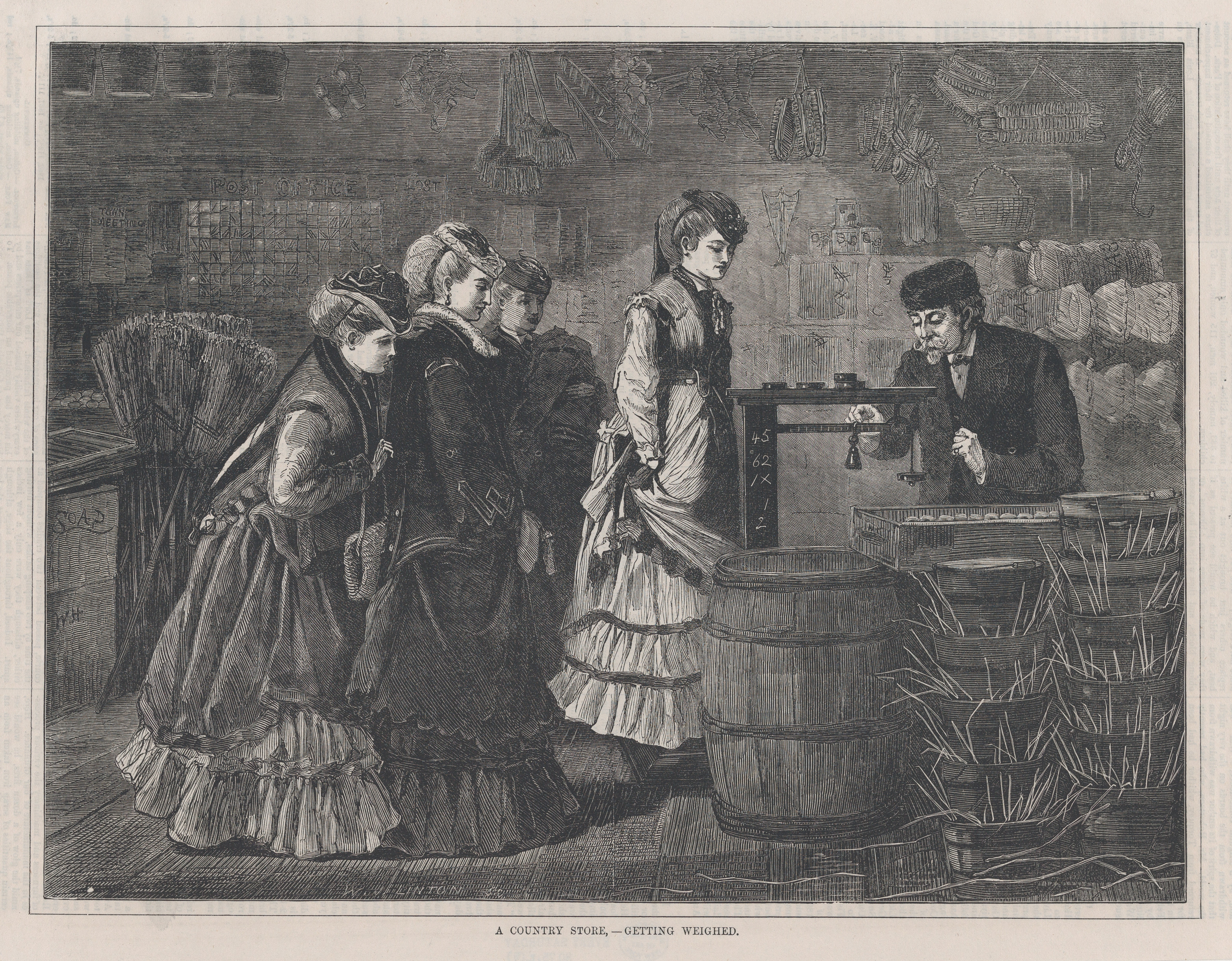
カントリー・ストア
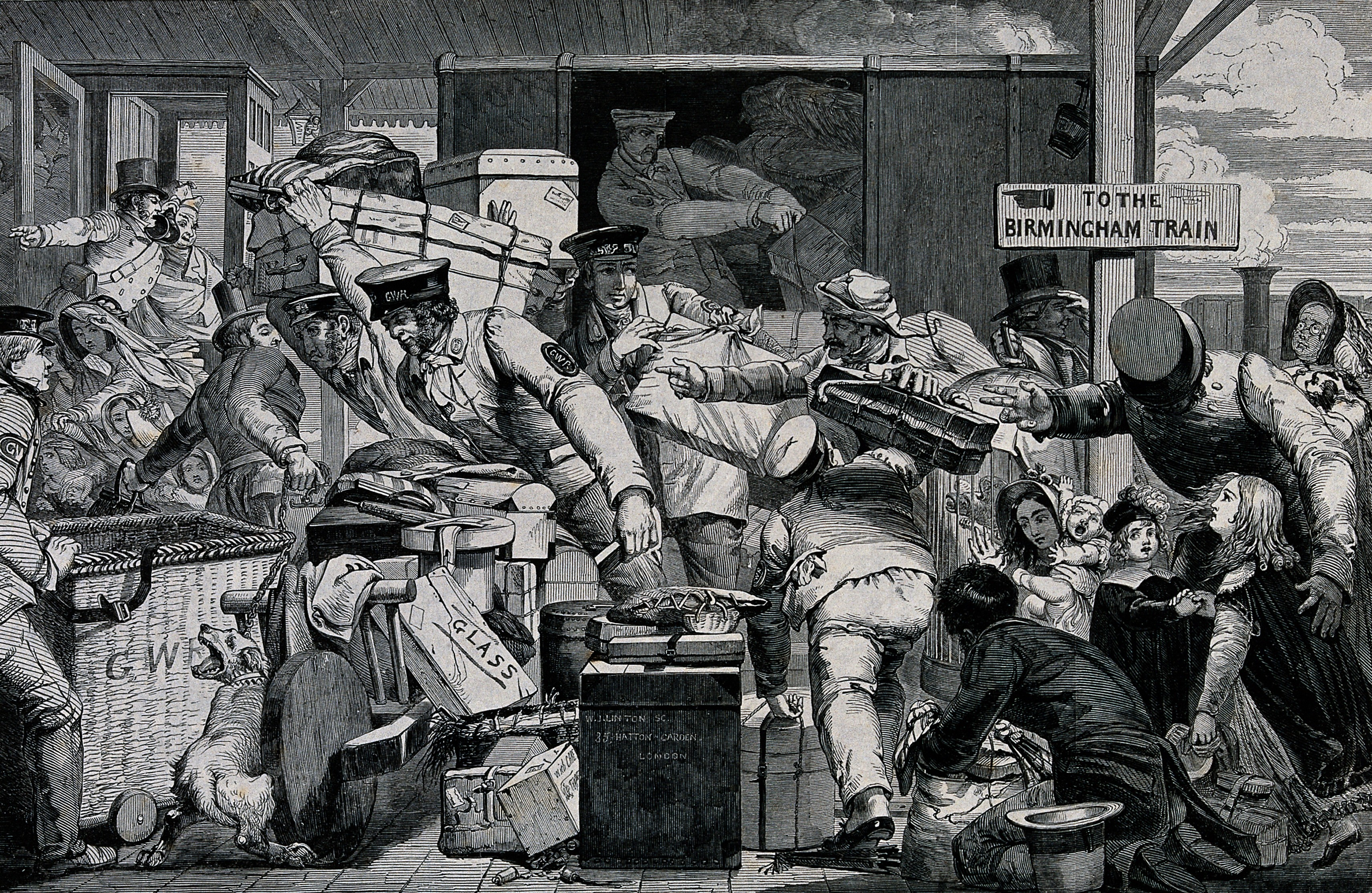
鉄道駅のポーター
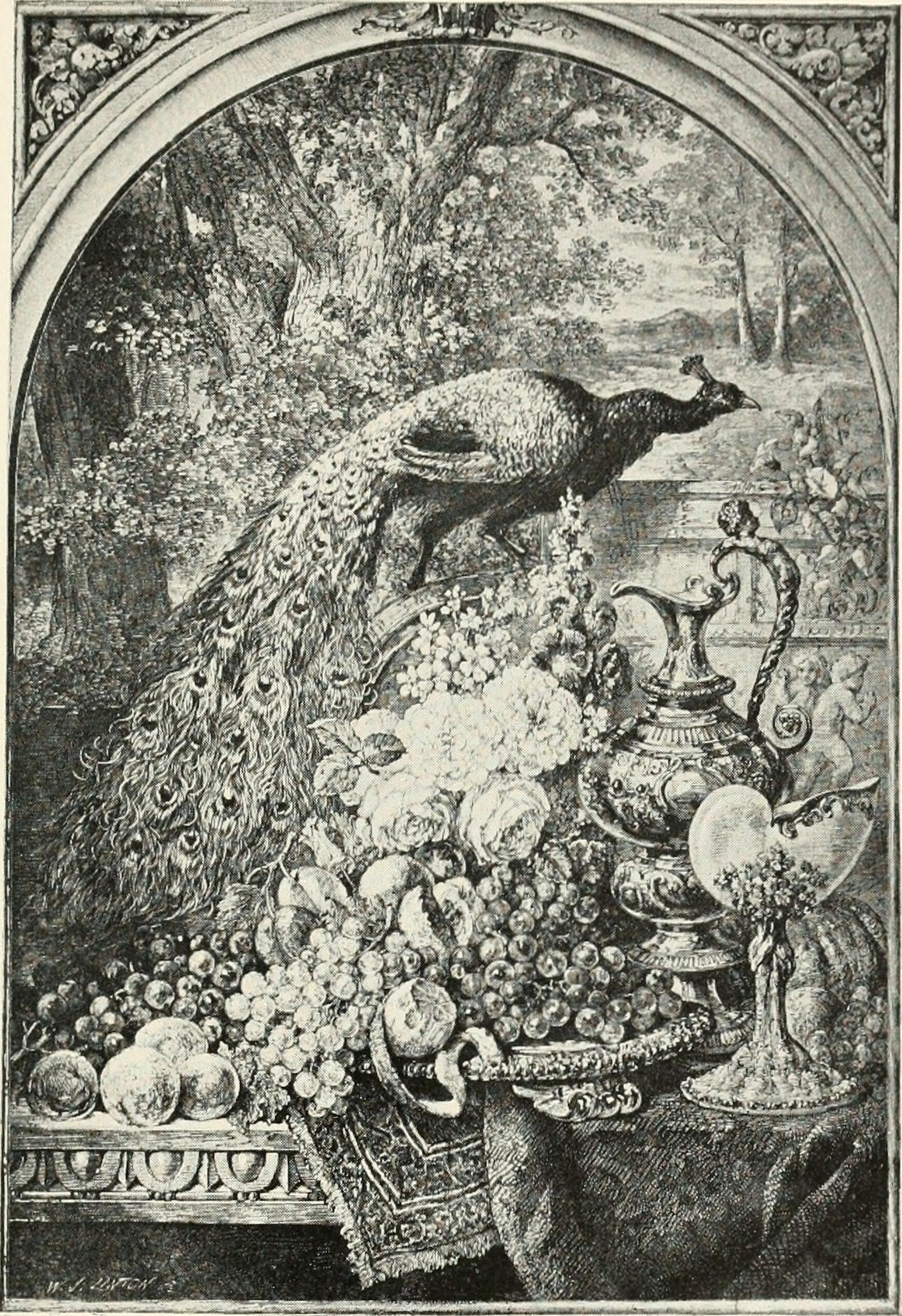
クジャクと静物
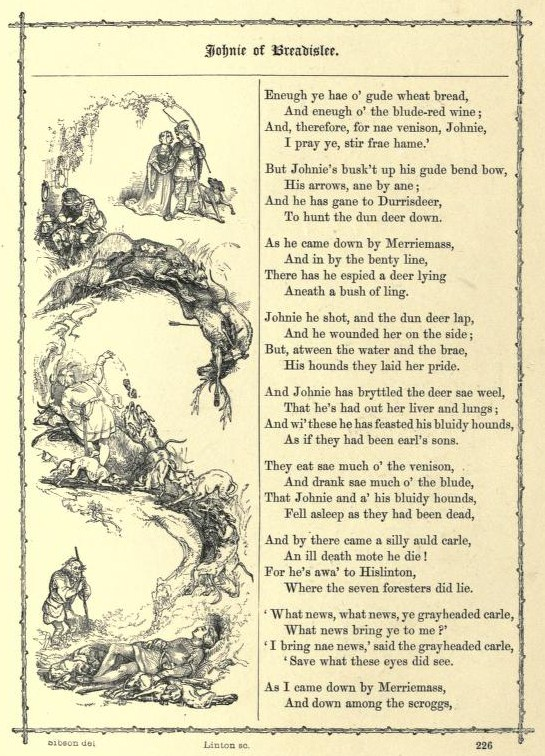
「英国のバラッド」挿絵
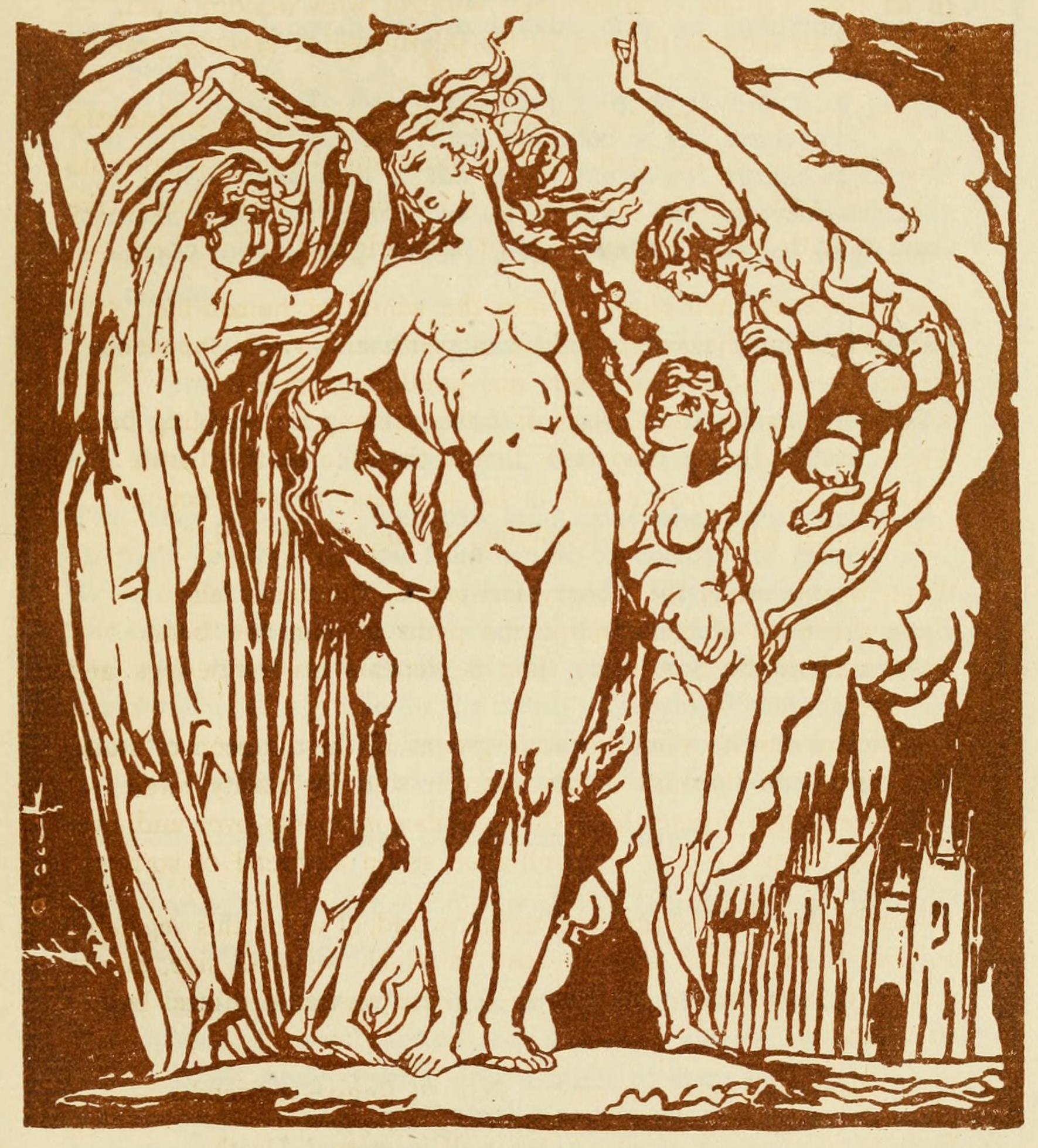
「W・ブレイクの生涯」挿絵
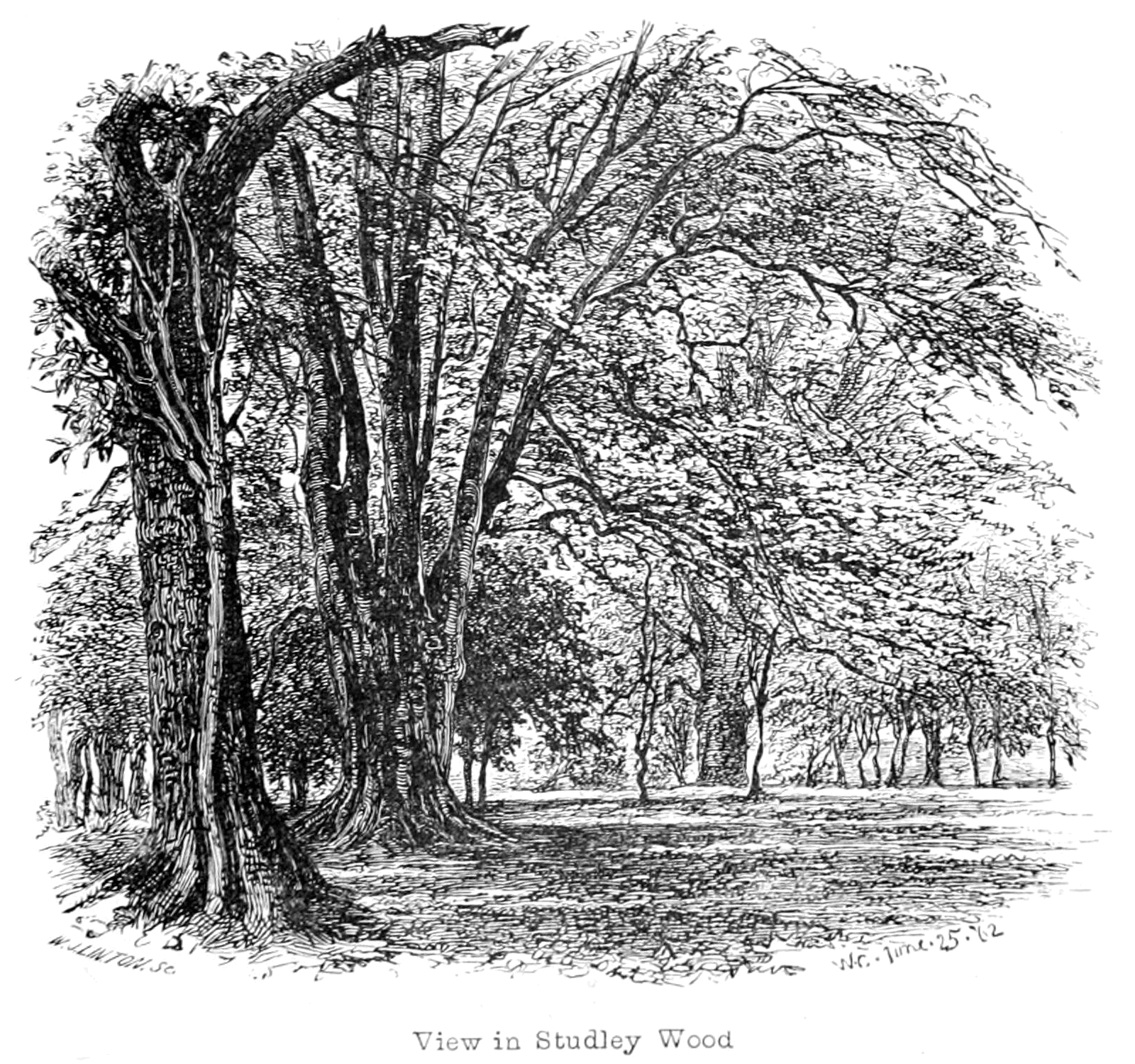
「新しい森の歴史」挿絵

ディケンズ「子供の星の夢」挿絵
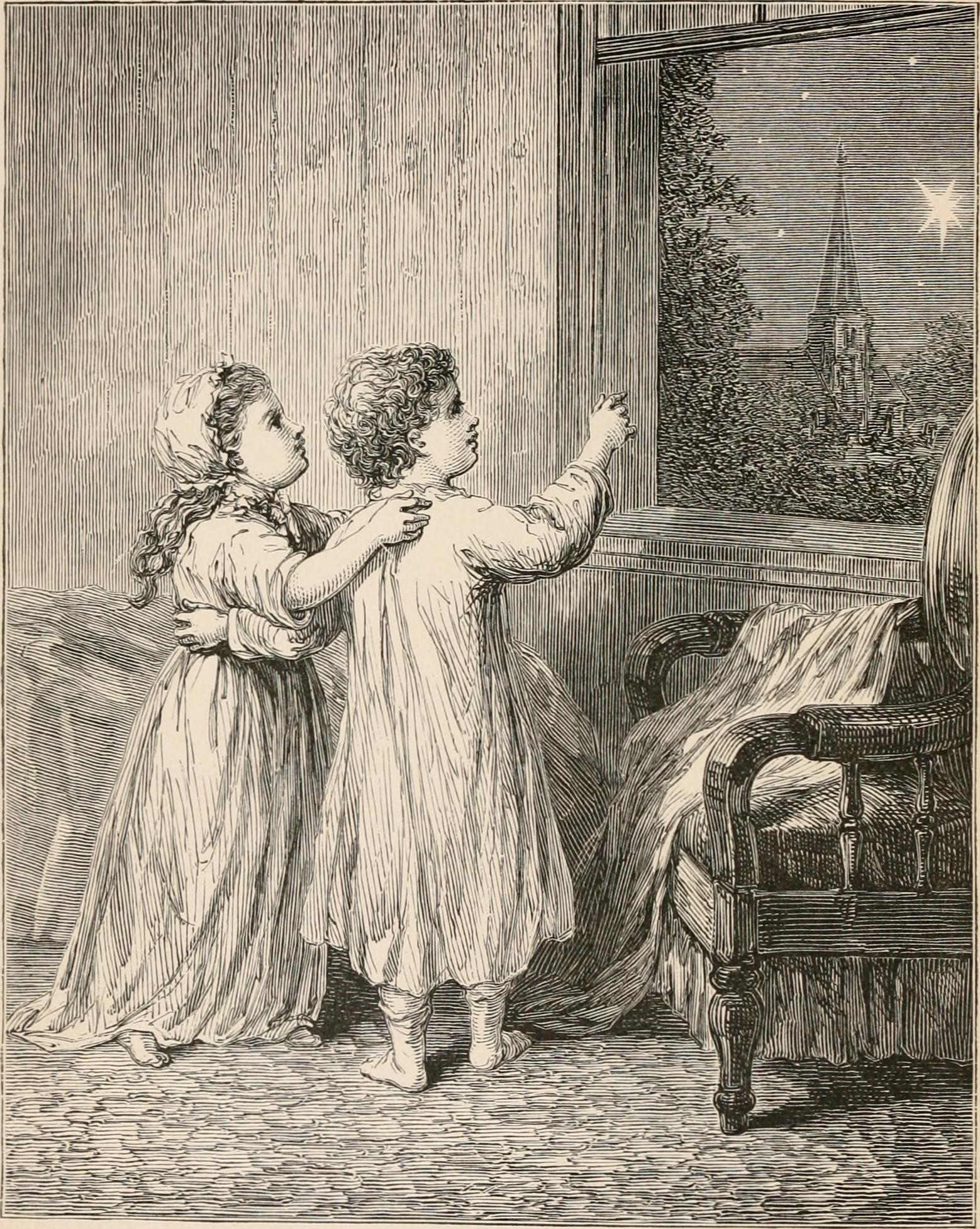
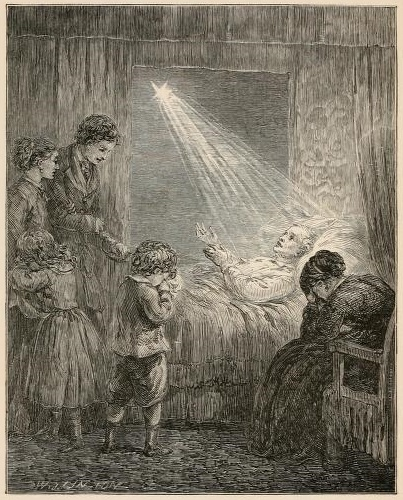
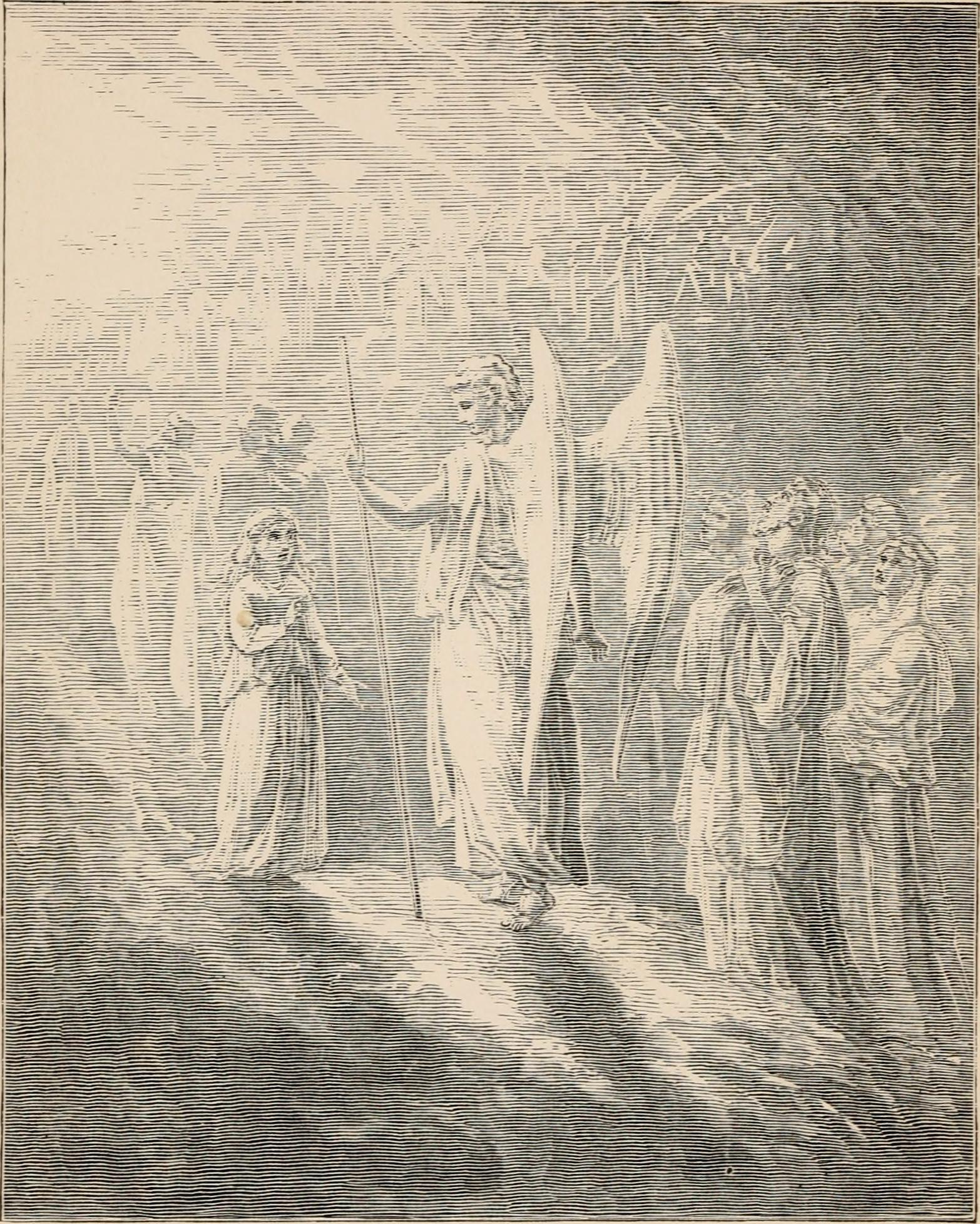
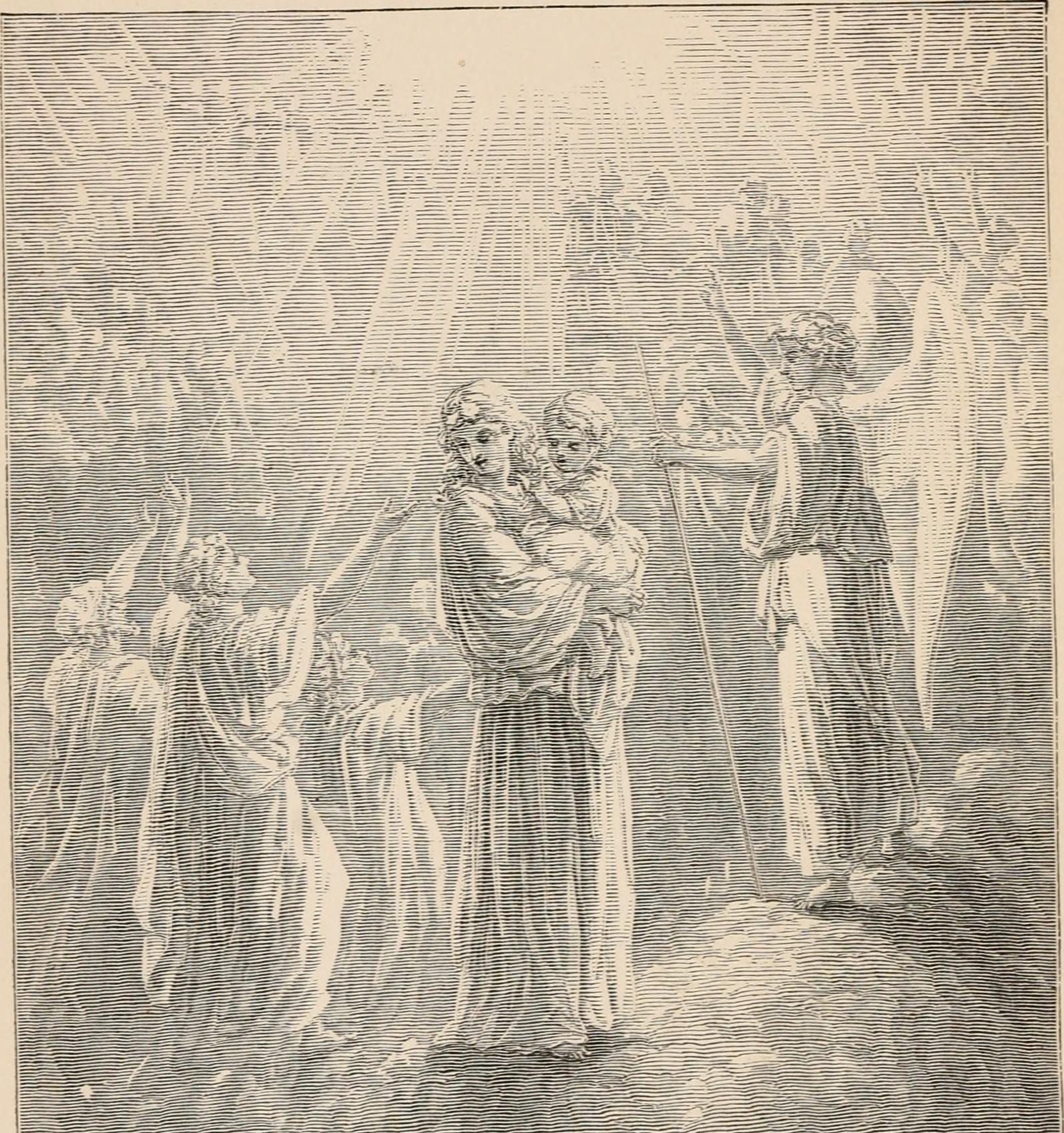
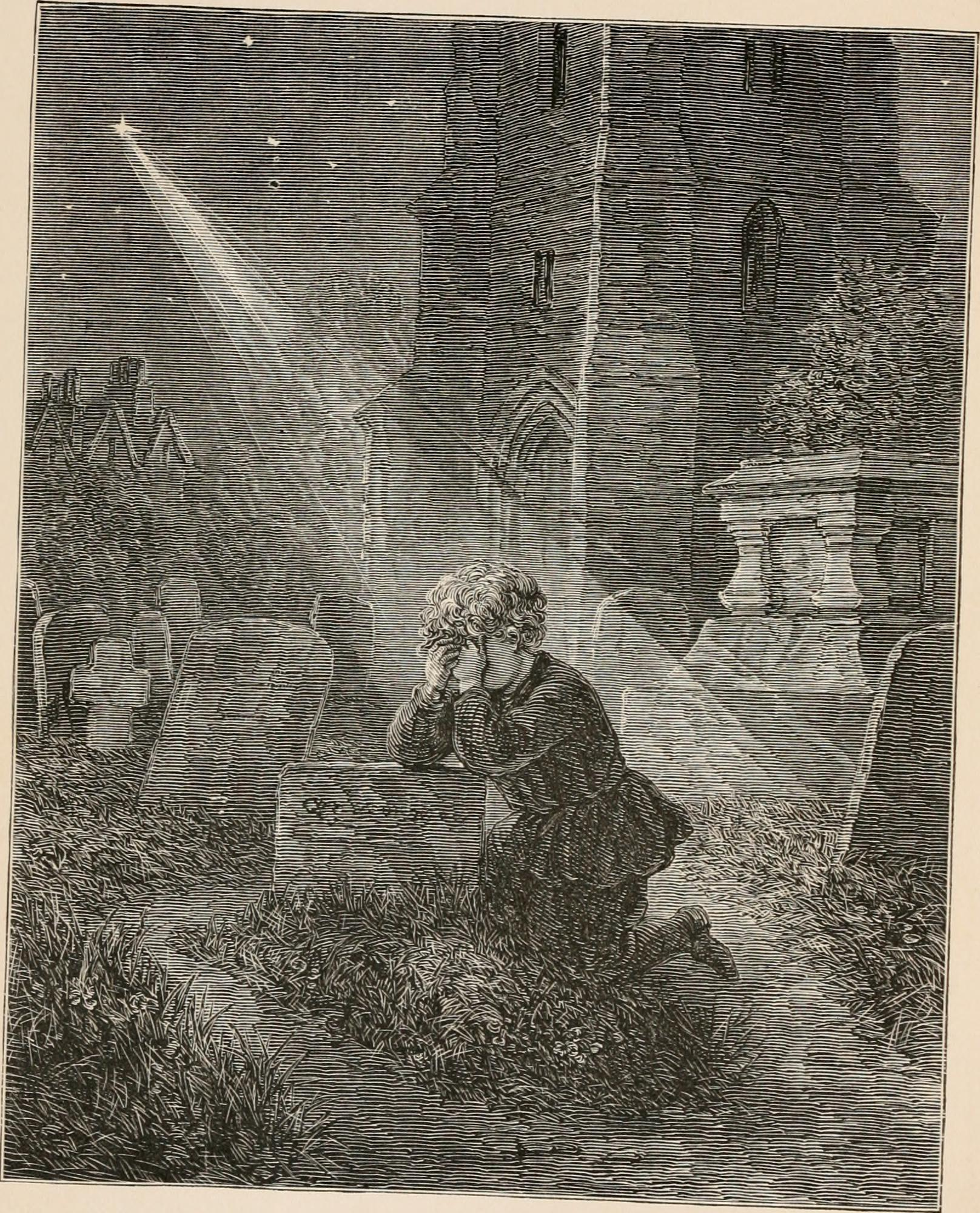
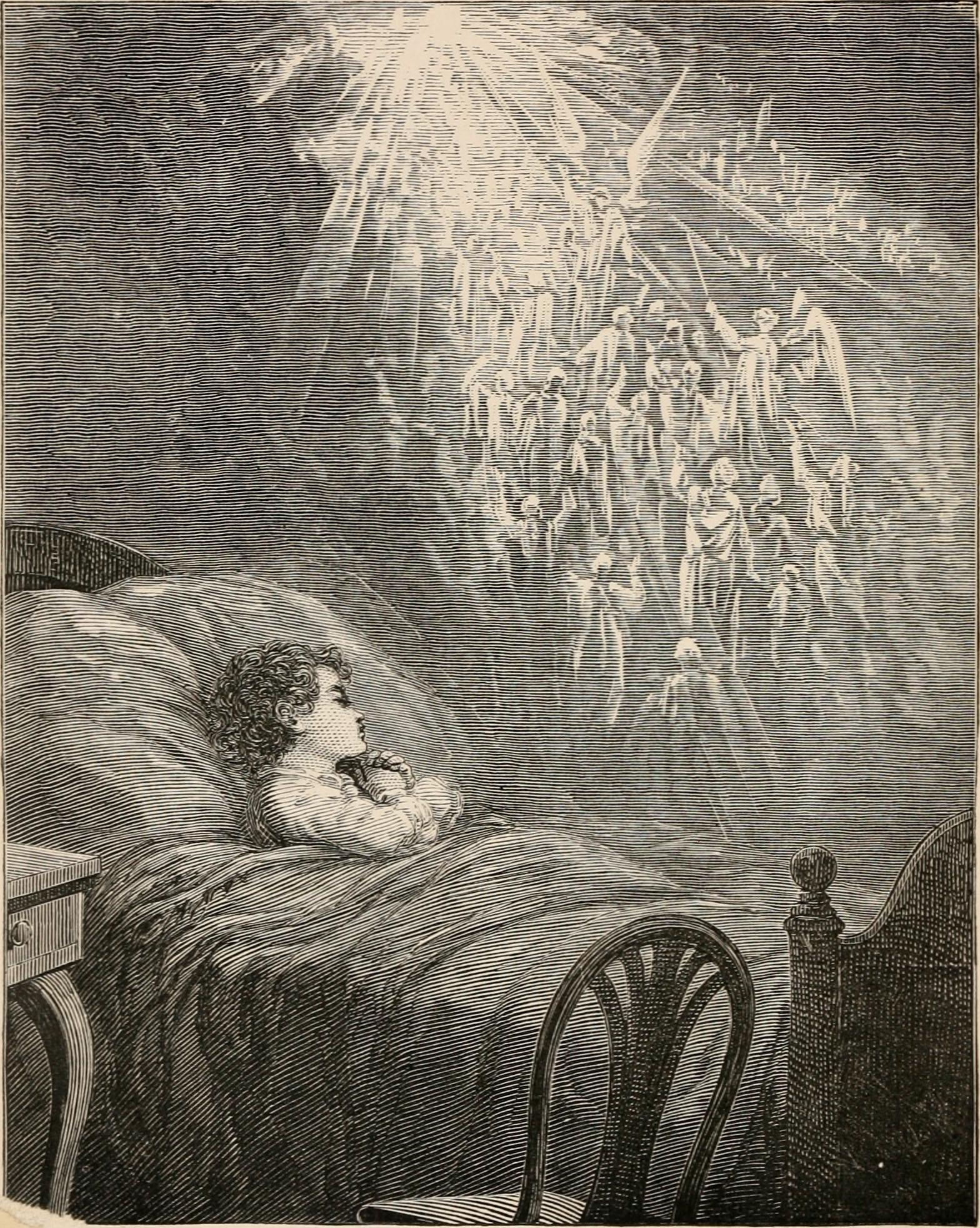
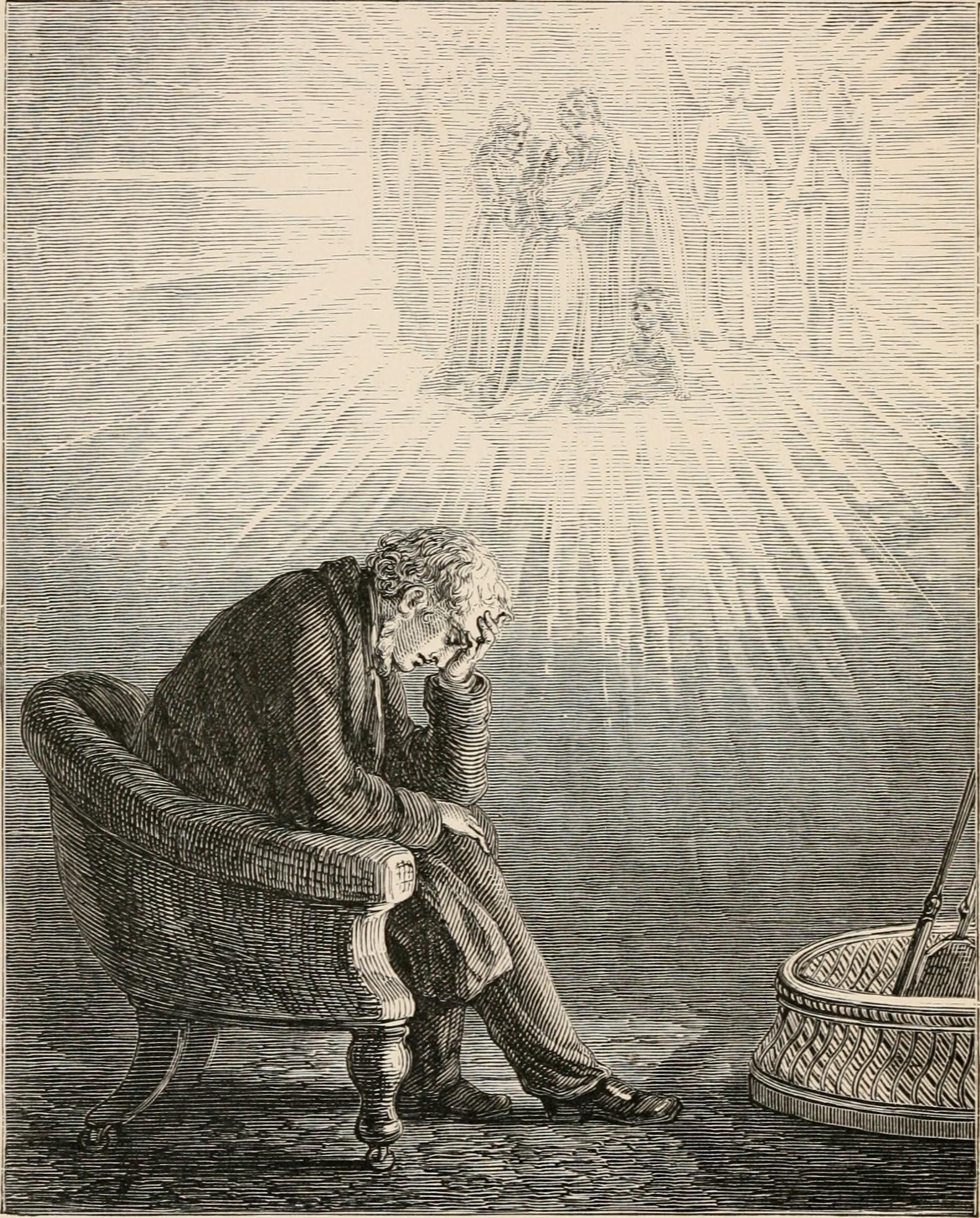
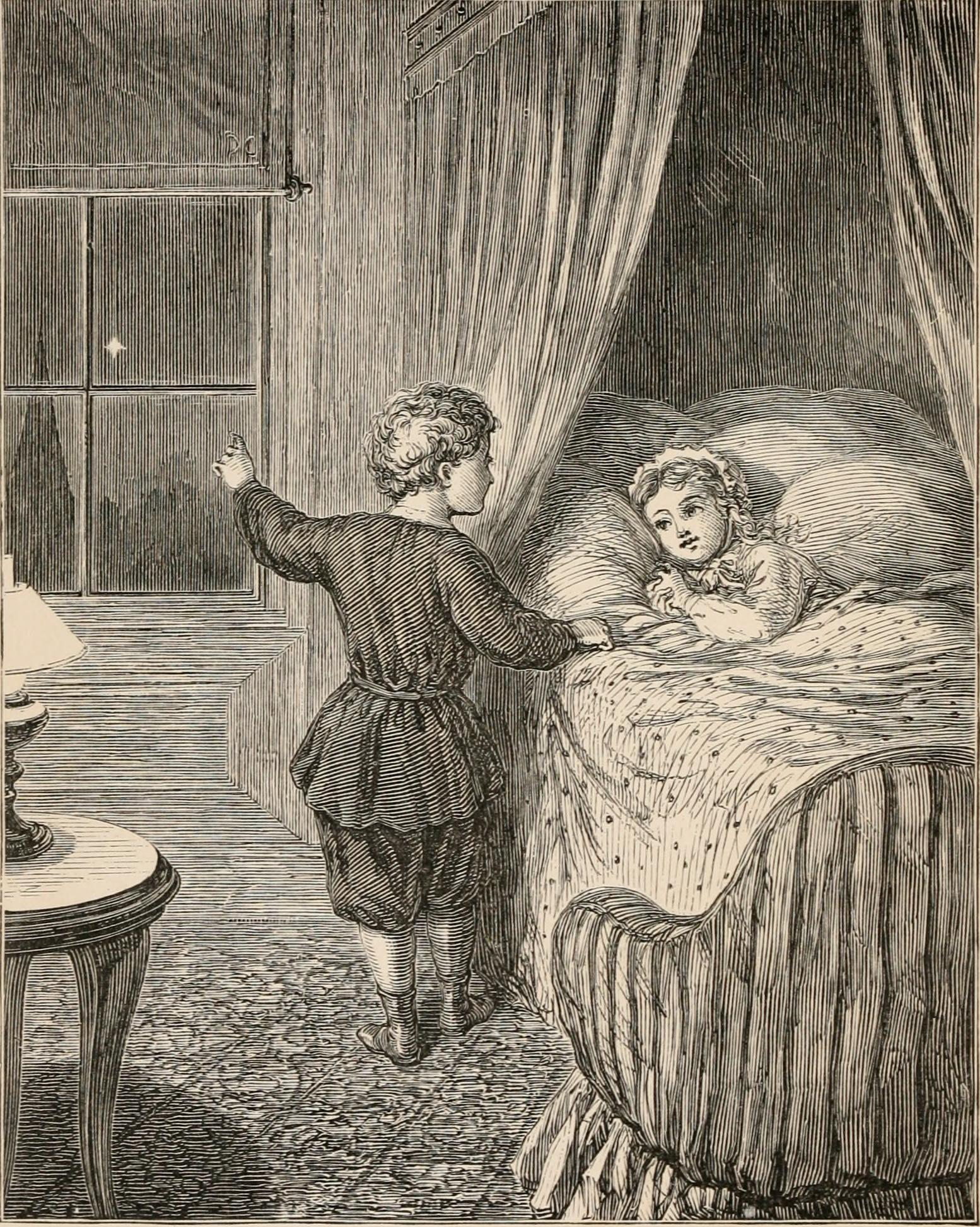